# Dépendance à la télévision
L'addiction à la télévision (ou dépendance à la télévision) est un trouble psychologique (pathologie communicationnelle et addiction comportementale) entraînant chez certains téléspectateurs un besoin répétitif et compulsif (incontrôlable, voire obsessionnel) de regarder la télévision, au point que cette activité empiète et interfère négativement avec leur vie quotidienne, professionnelle ou affective.

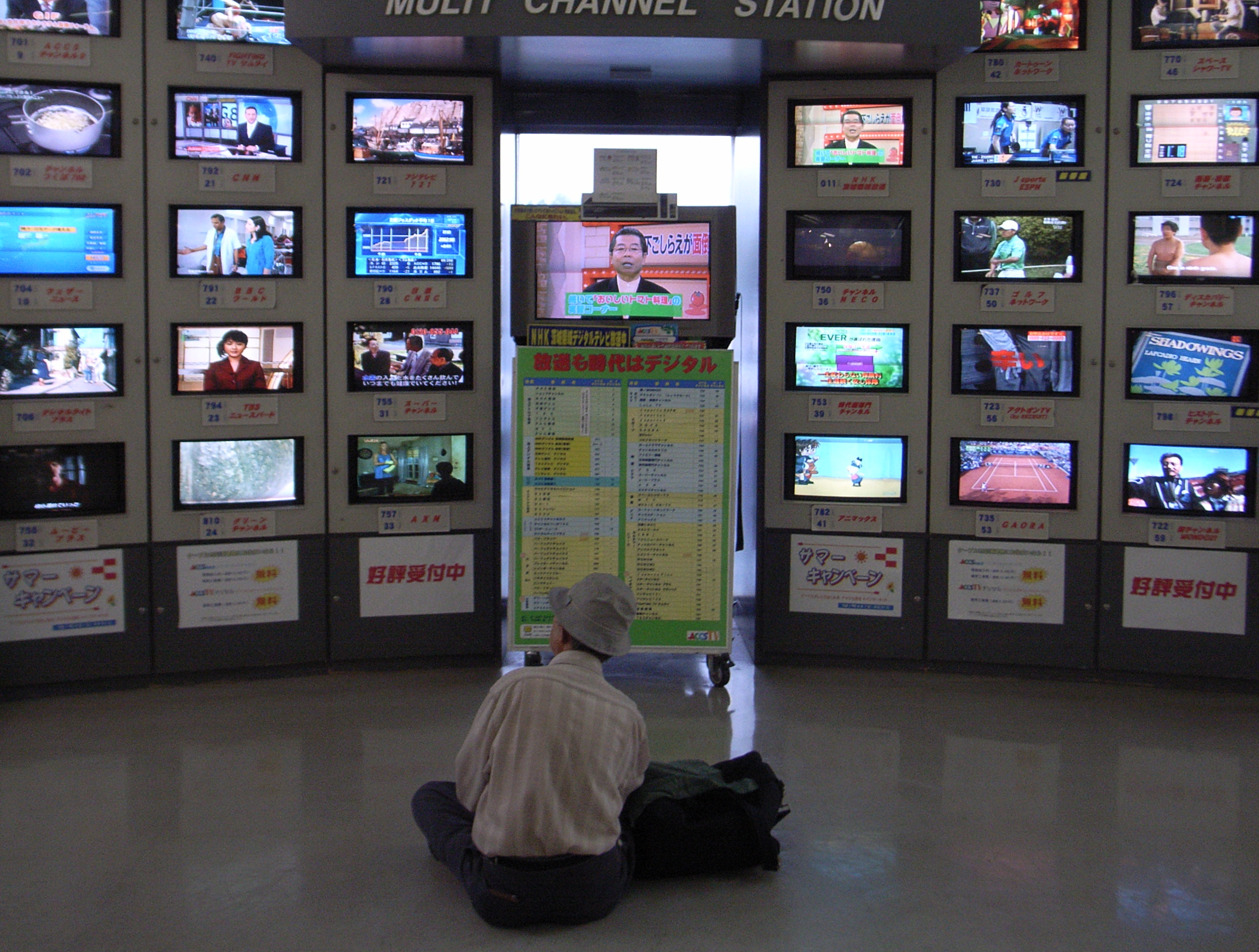
50 ans plus tard, la multiplicité des programmes offerts au spectateur est une richesse mais aussi un facteur de frustration (ici : 6 juin 2007 au japon)

La personne concernée peut alors développer une anxiété ou une dépression (qui vont éventuellement indirectement aussi affecter son entourage).
En 1990, bien que le petit écran fût déjà régulièrement ou périodiquement regardé par plus d'un milliard de personnes, et que 65 à 70 % des Américains sondés estimaient que la télévision est addictive, et en dépit de nombreux rapports concernant l'addiction à la télévision, peu d'études empiriques (basées sur l'expérience) et larges avaient déjà porté sur la question. De nombreux parallèles ont été faits avec d'autres formes de dépendance comportementale, comme la dépendance à la drogue ou au jeu.

## Éléments de définition

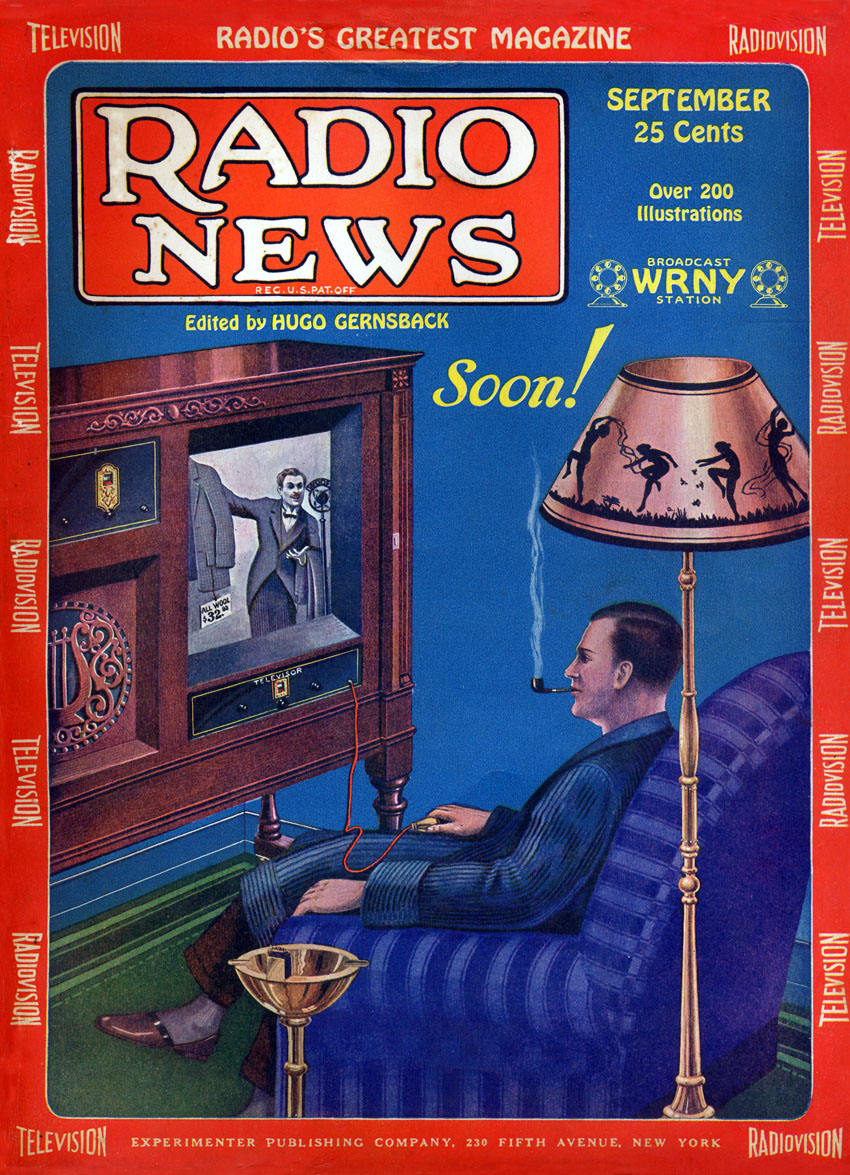
En 1928, cette couverture présente la télévision du futur proche comme un vecteur commercial (ici de vente de vêtements)

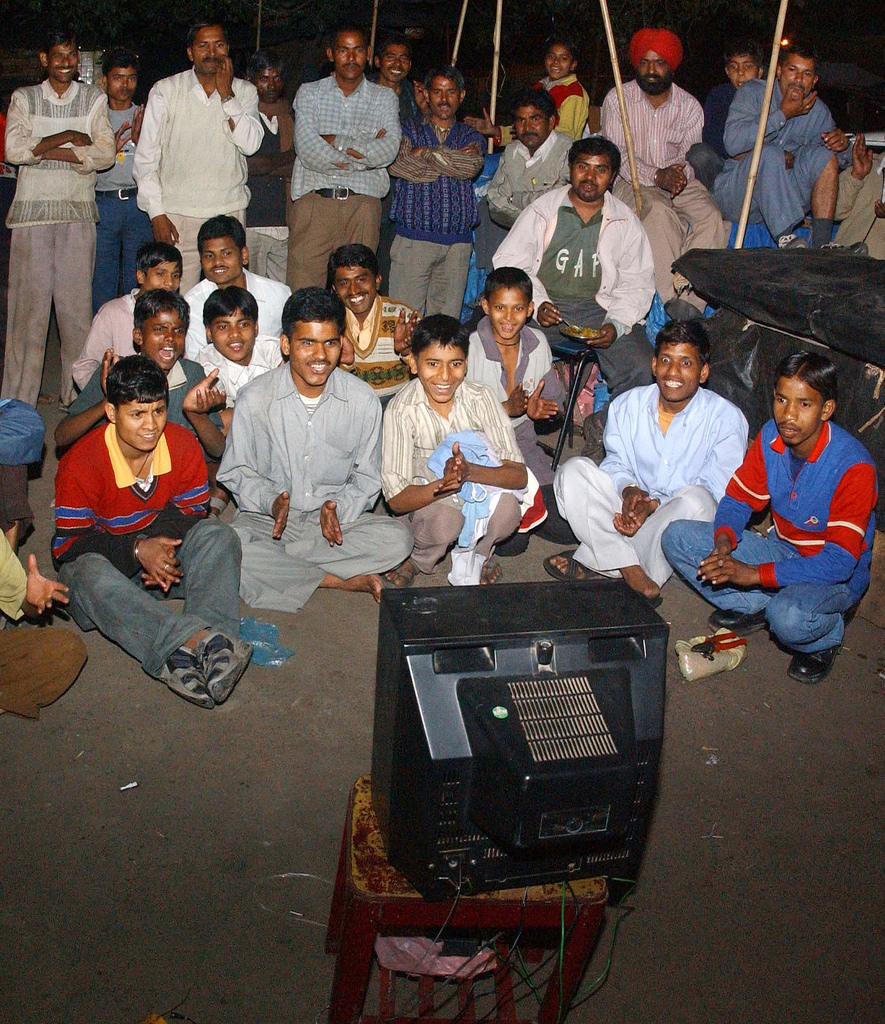
Certains auteurs voient dans le sport médiatisé et dans le média télévisuel et certains des divertissements qu'il offre un moyen de prolonger le principe du panem et circenses de l'Empire romain, ou un nouvel "opium du peuple",,

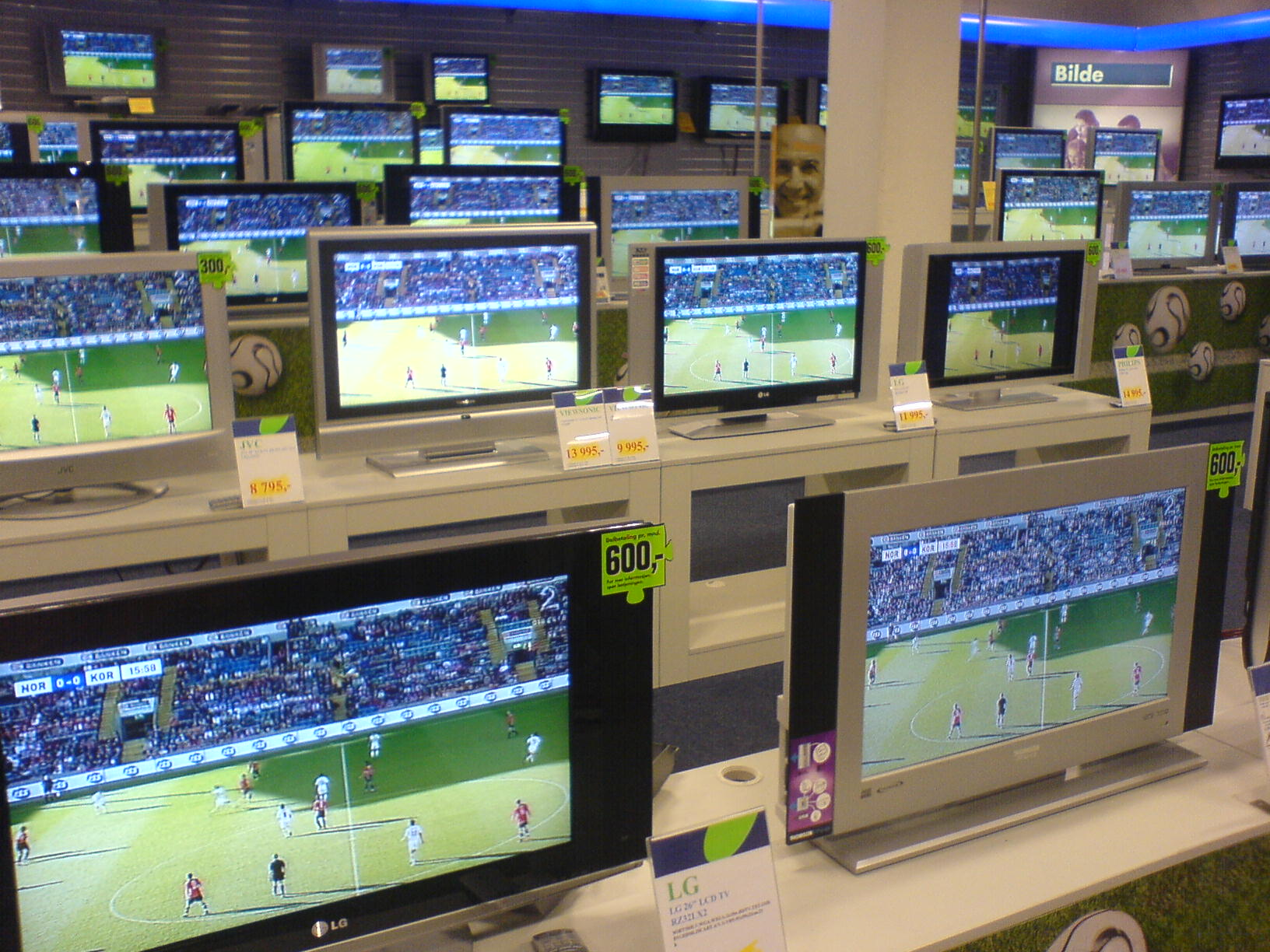
Derrière la télévision, il existe aussi une industrie, qui cherche à fidéliser ses téléspectateurs et à vendre de nouveaux produits, dont des écrans plats de plus en plus grands, augmentant la sensation d'immersivité

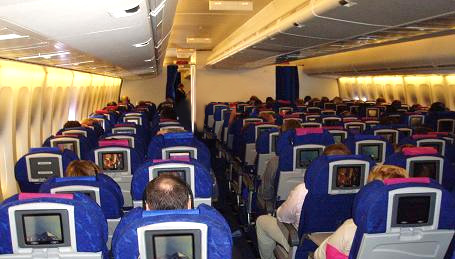
La télévision ou le film ont des vertus apaisantes ou permettre de faire passer le temps. Dans ce contexte (usage momentané), elle n'est a priori pas addictive

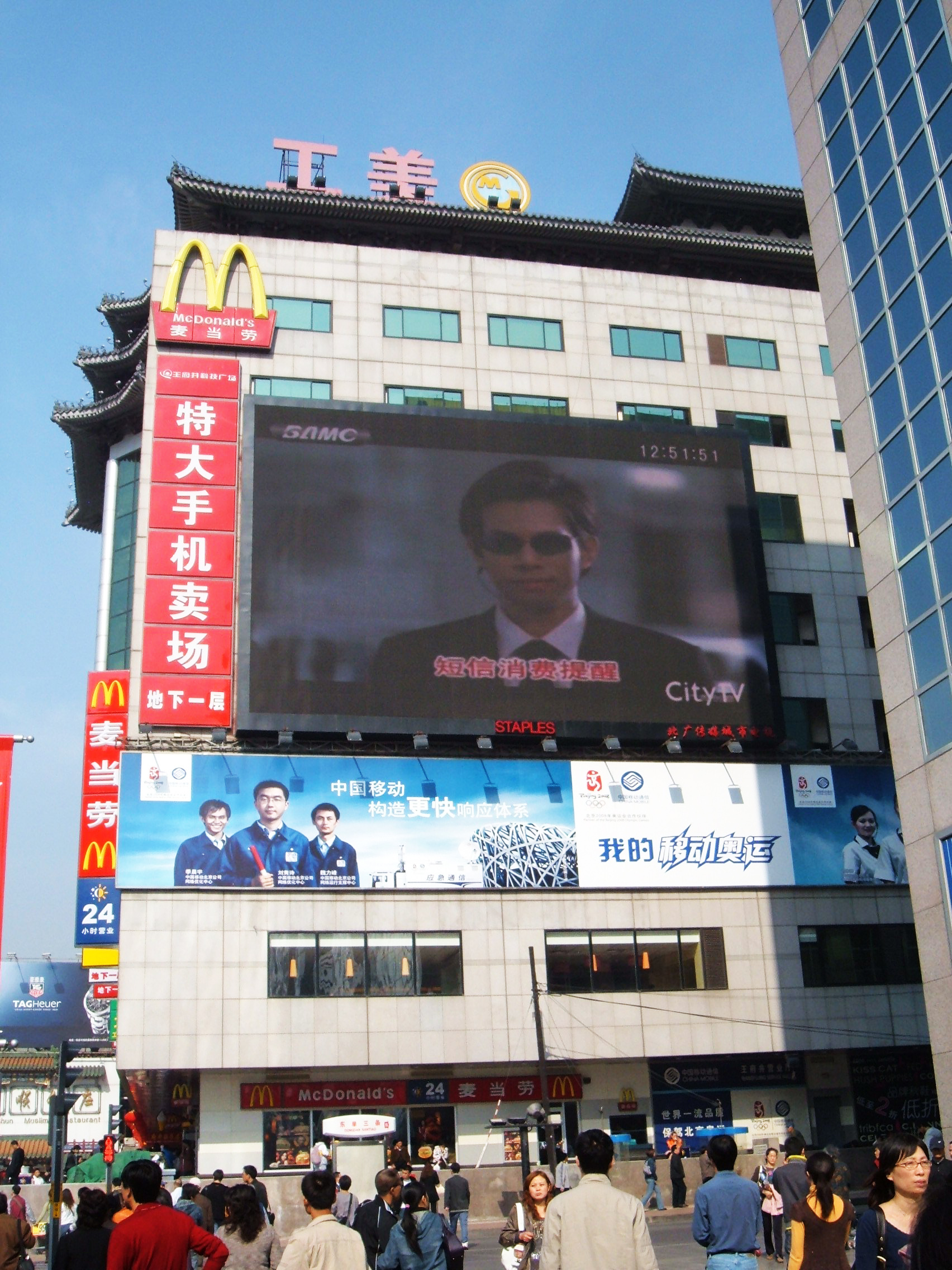
Ici l'écran qui diffuse le programme de la chaîne City TV est géant, imposé au public, comme la publicité (McDonalds, Pékin)

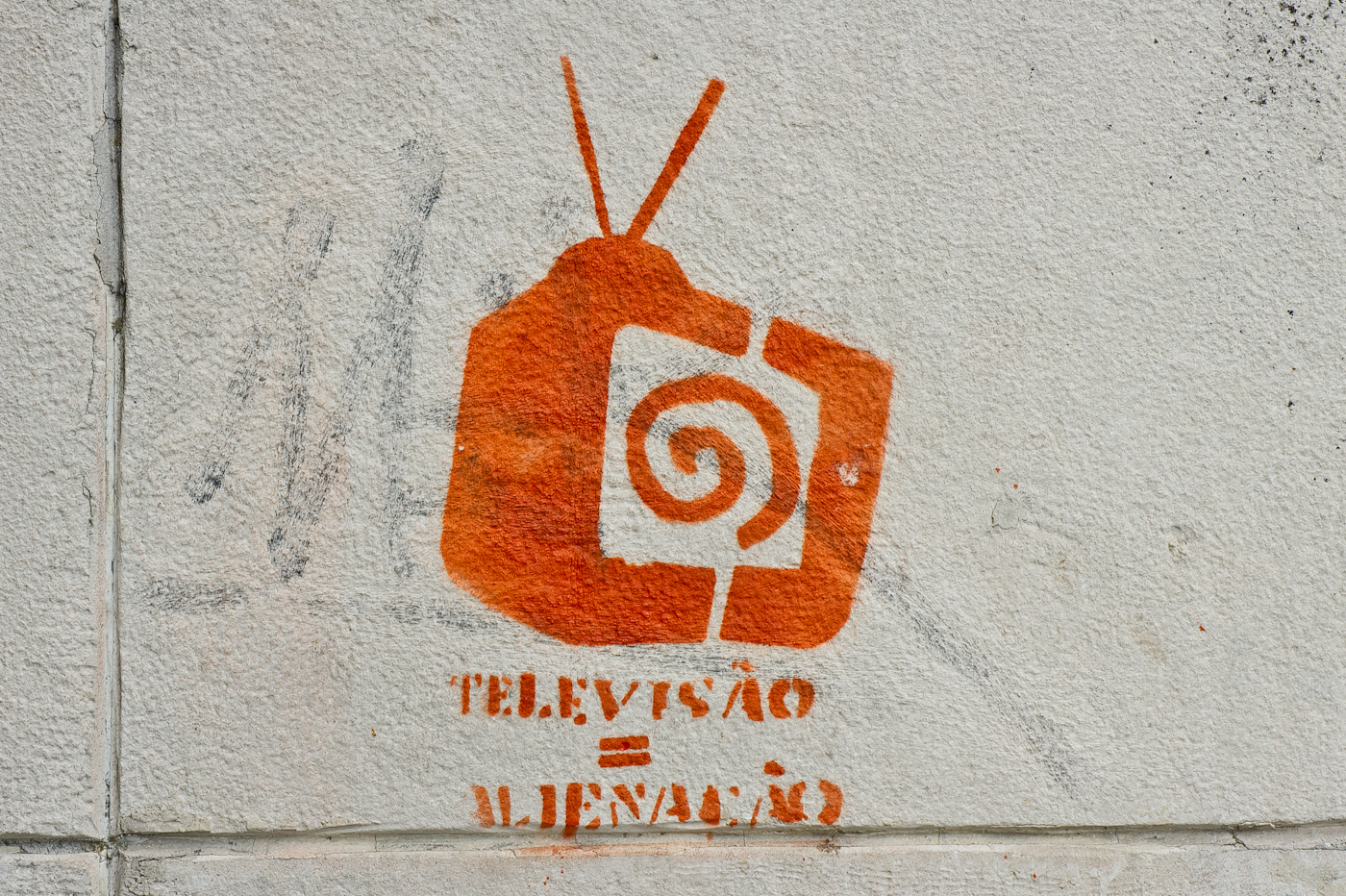
Message associé au graph : Télévision = aliénation

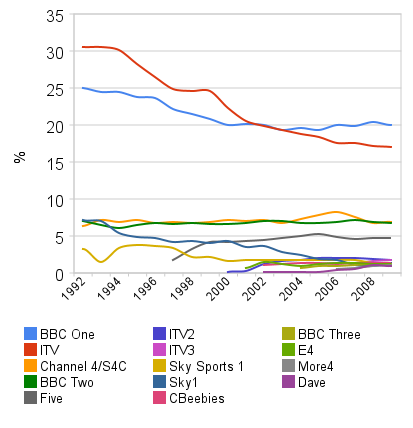
Le temps passé devant la TV a diminué, au profit de l'Internet et du smartphone (ici au Royaume-Uni, de 1992 à 2009)

Pour Goodman (1990) l'addiction est un phénomène polymorphe que l'on peut décrire comme « processus par lequel un comportement, qui peut fonctionner à la fois pour produire du plaisir et pour soulager un malaise intérieur, est utilisé sous un mode caractérisé par 1) l’échec répété dans le contrôle de ce comportement et 2) la persistance de ce comportement en dépit de conséquences négatives significatives ».
En 1997, JF Sarpi se demande si la télévision est une drogue dure ou une drogue douce.
Dans les années 1980-1990, des psychologues spécialistes des psychotropes étudient les facteurs psychologiques de cette toxicomanie sans produit ; R McIlwraith & al. proposent propose par exemple en 1991 quatre modèles théoriques expliquant cette addiction, basés 1) sur les effets de la télévision sur l'imagination et la fantaisie de la vie, 2) sur le niveau d'excitation procuré par la télévision, 3) sur une personnalité déjà vulnérable à l'addiction et 4) un schéma particulier d'utilisations/gratifications propre au médium qu'est le téléviseur. 
Selon les données disponibles, le téléviseur peut dans un premier temps effectivement détendre et distraire le téléspectateur et diminuer certains états négatif, mais pour cette raison, nombre de téléspectateurs peuvent peu à peu devenir dépendant du médium et l'utiliser à l'excès, avec des inconvénients qui vont peu à peu dépasser les avantages. 
Ce phénomène est parfois classé parmi les nouvelles addictions, mais selon McIlwraith ce n'est pas l'addiction, mais sa forme et plus précisément « les moyens hédoniques mis en jeu » qui sont nouveaux (téléviseur, télécommande).
McIlwraith et ses collègues, en 1991 se demande si une telle utilisation de la télévision (comme modulateur d'affects) est ou non un obstacle important à l'apprentissage fonctionnel. (Base de données PsycINFO Record (c) 2012 APA, tous droits réservés)
Il est cependant largement reconnu comme un réel problème pour de nombreux téléspectateurs.
En 2004, C Horvath (2004) estimait que la Recherche devait encore définir les paramètres permettant de différencier un comportement normal face à la télévision d'un comportement réellement addictif
La dépendance à la télévision ne figure pas parmi les maladies officiellement recensées dans les guides de diagnostic médical, par exemple par le DSM-IV.

## Personnes plus vulnérables
Les bébés, les jeunes enfants (téléphagie infantile) et les personnes âgées semblent vulnérables à cette dépendance. Chez les étudiants, les garçons y semblent un peu plus vulnérables que les filles (selon Greenberg & al. (1999).

## Phénomènes associés
Plusieurs phénomènes sont souvent associés :
1. grignotage et manque d’activité, qui contribuent alors à une dégradation de la condition physique des téléspectateurs ; Le spectateur est dans le même temps exposé à de nombreuses publicités télévisée vantant des aliments à haute densité énergétique (notamment sucrés et gras), type de publicité qui a pu être associé à une prévalence plus élevée de l'obésité[16] ;
2. une tendance au Zapping (depuis l'apparition de la télécommande) ;
3. une dégradation de la vie familiale, à la suite d'une diminution des relations interpersonnelles dans le foyer[17].

## Classification
Du point de vue de la psychologie hédonique, parmi les troubles de la gestion hédonique (c'est-à-dire dans « ce que fait un être humain, chaque jour et à chaque instant, pour réguler ces états psychologiques »), Loonis classe en 2002 l'addiction à la télévision parmi les stimulations psychiques exogènes, les 2 autres catégories possibles pour lui étant *1°) les stimulations psychiques endogènes  (réflexions intellectuelles, rêveries, fantasmes érotiques...) 
- 2°) les stimulations psycho-pharmacologiques (consommation de tabac, cannabis, alcool et autres drogues ou psychotropes...),
- 3°) les stimulations somatiques (sexualité, sensualité alimentaire, exercice physique, jusqu'aux signaux douloureux valorisés par le masochisme ou les automutilations…),
- 4°) stimulations comportementales :(actions compulsivement répétées, souvent liées à une recherche de sensation et de stress (achats, vol à l’étalage, certains jeux vidéo, arts et sports..),
- 5°) stimulations sociales (dans le couple, la famille, le cercle des amis, voisins, proches, confraternité, etc. jusque dans la sectes parfois),
- 6°) stimulations contextuelles (relatives à une ambiance particulière, de manifestation, boite de nuit, rave party... ou relative à une stimulation transgressive mineure (délinquance) à majeure (crime).

Malgré leur diversité, chacune de ces classes pourraient avoir un dénominateur neurologique commun, comme le montrent l'existence de production de drogues endogènes par les systèmes cérébraux de récompense ou de lutte contre certains stress. La vision et l'ouïe comptent parmi les moyens importants de découverte de l'environnement par le jeune enfant, ce qui pourrait expliquer à quel point ils peuvent être fasciné par l'image animée et en particulier le dessin animé.
Une des compositions de l'addiction à la télévision peut être l'addiction aux images

## Mécanismes psychologiques
La fascination pour l'image, le spectacle et les symboles est ancienne, et fut notamment utilisée par le système panem et circenses mis en place par l'empire romain.
La télévision est un « média de masse » qui offre une gratification immédiate et temporellement apparemment infinie aux téléspectateurs. Celui-ci peut alors rester totalement passif, avec l'illusion de vivre une communication sociale (On lui parle, on lui montre, on le fait rire ou pleurer, on le cultive, mais cette communication est à sens unique, à la différence de l'Internet dans le cas du Web 2.0). 
Certaines enquêtes montrent que le petit écran serait l’un des loisirs les plus frustrants pour l'individu qu'est le téléspectateur lui-même. La corrélation entre le nombre d’heures passées devant le téléviseur et les indices de satisfaction est négative. Selon Robert Putnam, comme toute consommation compulsive ou addictive, la télévision est une activité étonnamment peu valorisante.

## Enjeux
Les enjeux sont notamment commerciaux, socioculturels et éthiques, mais aussi de santé publique.

### Enjeux socioculturels et économiques
Dans un paysage très concurrentiel où le nombre de chaines ne cesse de croître, et où l'on veut fidéliser le téléspectateur, et où l'industrie des programmes dits culturels vend du temps de cerveau disponible aux publicitaires, cette industrie pourrait (sciemment et/ou inconsciemment) faciliter ou encourager l'addiction des spectateurs.

### Enjeux sanitaires
Selon les données scientifiques disponibles, la télévision :
- altère le sommeil, notamment chez les enfants, provoquant des heures irrégulières ou tardives de coucher ou en suscitant de l’agitation avant le coucher[22],[23].  Une étude de 2008, qui a porté sur l’impact de la télévision sur les jeunes enfants (4 à 35 mois) montre que « les enfants de moins de trois ans regardant beaucoup la télévision auraient un sommeil agité et se réveillent plusieurs fois durant la nuit », alors que note l'auteur « beaucoup de parents comptent sur la télévision pour endormir leurs enfants »[24].
 En France, la Caisse d’allocations familiales dispense le conseil suivant : « La télévision est une dévoreuse de temps de sommeil : les films ou feuilletons du soir retardent le coucher et les dessins animés du mercredi, du samedi et du dimanche matin incitent l’enfant à se lever »[25].
- diminue la confiance en soi et la participation à des organisations sociales, selon une l'analyse de données indonésiennes, par Benjamin Olken
- augmente le risque de diabète de type II, de maladies cardio-vasculaires et la mortalité (toutes causes confondues)[26]

## Tendances et prospective
Cette dépendance se résout parfois d'elle-même, et dans ce cas, à la différence des dépendances chimiques elle n’entraînerait pas ou peu de séquelles physiques et psychiques pour la santé, affirmation que seules des études épidémiologiques de long terme pourront confirmer. 
Elle semble en régression dans certains pays où elle semble alors souvent remplacée par une addiction à l'internet ou au smartphone qui touche également beaucoup les jeunes.
Avec l'apparition de la télévision numérique, en relief ou en grand écran (contexte plus immersif), ou avec sa consultation via l'internet sur un ordinateur, une tablette ou un smartphone, cette forme d'addiction pourrait évoluer, en prenant moins d'importance grâce à une moindre passivité du spectateur ou peut-être en devenant l'une des composantes de la cyberaddiction (dépendance à Internet) dans le cadre du nomadisme numérique. 
Il est probable que dans un certain nombre de cas, la télévision a simplement été le révélateur d'une vulnérabilité à l'addiction, qui aurait pu sans elle avoir d'autres cibles.

## Mesure de l'addiction à la télévision
Des chercheurs (tel Horvath en 2004) se sont inspirés de grilles utilisées dans d'autres domaines de la psychologie des addictions (ex : addiction au tabac ou à l'alcool) pour proposer de moyens de mesurer quantitativement et qualitativement l'addiction à la télévision.

## Lutte contre l'addiction
Parmi les recommandations les plus souvent citées, figurent les moyens suivants : 
- Prendre conscience et faire prendre conscience du phénomène de « dépendance », par exemple en mesurant le temps passé devant l'écran ou en listant les programmes regardés et en évaluant le degré de plaisir ou de frustration éprouvé (comme pour se libérer d'autres addictions, c'est une première étape nécessaire)[1].
- Promouvoir l'activité physique et des activités créatrices[1].
- Apprendre à dominer la frustration et à changer d'activité (de nombreux téléspectateurs continuent à regarder une émission qu'ils savent inintéressante ou des publicités, en espérant peut-être découvrir quelque chose de nouveau ou d'intéressant, et sont ensuite frustrés du temps passé sans plaisir[1].
- Renforcer les limites : comme avec les jeux vidéo, la conscience du temps qui passe peut diminuer. Faire sonner une minuterie après un délai jugé raisonnable serait souvent plus efficace chez les enfants que de leur annoncer oralement qu'il serait temps de passer à autre chose[1].
- Bloquer certaines chaines (des micro-puces permettent, par exemple, d'empêcher les enfants de subir des images violentes ou jugées inappropriées à leur âge)[1].
- Sélectionner avec attention ce que l'on veut voir à l'aide des programmes ou rediffusions, ou d'enregistrements programmés, plutôt que de zapper ou regarder au hasard. Beaucoup de gens ne vont en fait jamais voir ce qu'ils ont enregistré pour regarder plus tard[1].
- Beaucoup de familles ont réussi à limiter le temps passé devant l'écran en la plaçant dans un placard, dans une pièce éloignée de la maison, ou plus drastiquement en mettant fin à l'abonnement numérique, voire en supprimant leur télévision[1],[29].
- Encourager l'éducation à l'image et à l'information et aux médias, dès l'école afin que les enfants soient mieux capables de décrypter les messages (publicitaires notamment) et plus facilement échapper à l'addiction, en utilisant de manière plus raisonnée et maîtrisée les médias[1].